# Campanero
Campanero es una palabra que designa por igual a dos oficios:
- El que tiene por oficio crear los moldes y fundir metales para crear campanas. También lo utilizaban en escuelas , antiguamente

Es un oficio de origen posiblemente prerromano, que construye la campana con su forma y dimensión adecuada al sonido deseado que se quiere conseguir, a partir de la fusión de ciertos metales en proporciones conocidas solo por el propio artesano campanero. La sonoridad de la campana está en función de sus dimensiones y de esa mezcla metálica que se denomina vulgarmente bronce siendo la realidad una aleación de metales en proporción conocida por el maestro campanero.
Las primeras referencias a la existencia de campanas aparecen en la Biblia en el Libro del Éxodo. Cabe pensar que debían existir constructores de campanas.
En general, la construcción de la campana comienza por la creación de un modelo en cera, sobre el cual se forma un molde exterior e interior en arena refractaria endurecida o arcilla, que es soportada con piezas de madera o enterrada en arena normal, de tal manera que al verter el metal fundido por la zona superior, va descendiendo por el molde y fundiendo la cera que sale por la parte inferior, rellenando el hueco. Es un sistema conocido como moldeo a la cera perdida. Una vez solidificado y enfriado, se retira la arena y se saca la campana. Es el momento de la prueba sonora y de su resistencia, pues muchas de ellas, al entrar en resonancia se parten por no soportar las tensiones o por defectos constructivos, con lo cual se vuelve a empezar.

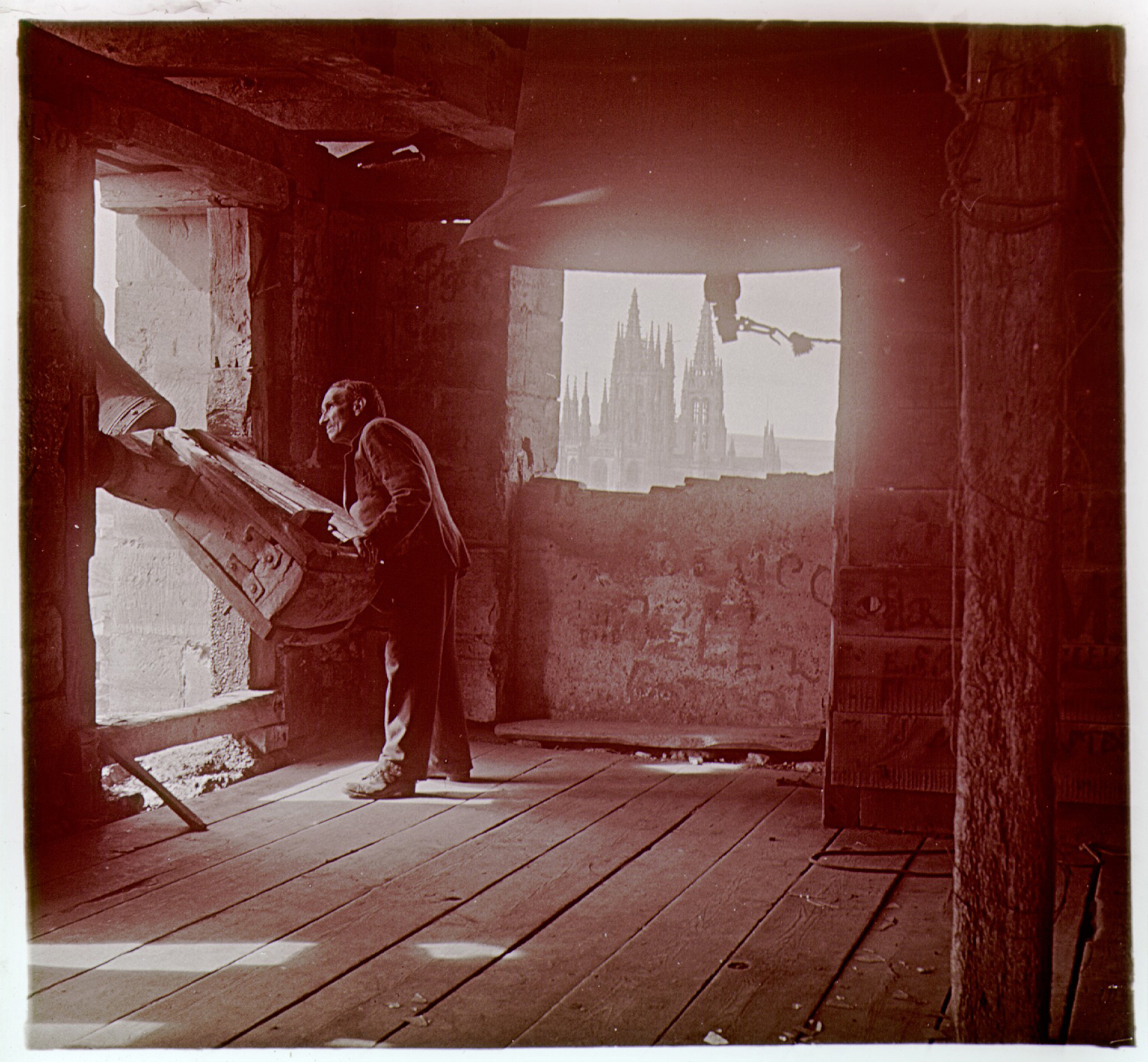
Campanero en la torre de la iglesia de San Gil, en Burgos. Fotografía de Eustasio Villanueva, entre los años 1913 y 1929.

- El que tiene por oficio tocar las campanas una vez están instaladas en las torres de las Iglesias y espadañas de las ermitas.

Es un oficio de origen medieval en su concepción actual, que se remonta al mismo momento de la historia en que se crean las campanas. Para que la campana desarrolle su función, es preciso contar con una o varias personas que se encarguen de tocarlas cuando es necesario.
El sistema de toques manuales ha desaparecido con el desarrollo de la mecánica y la tecnología en casi todas partes, excepción hecha de algunas torres muy singulares, por ejemplo El Miguelete de la Catedral de Valencia. 
Los toques se realizan actualmente por medios electromecánicos, regulados por un ordenador conectado vía satélite al GPS para mantener la hora correctamente. En ese ordenador se programan los toques de las horas y los cuartos del reloj y los repiques de las misas ordinarias. El campanero se encarga de la programación de ese ordenador en cuanto a los repiques y los cambios que sean necesarios a lo largo del año, así como de realizar los toques manuales no programados con motivo de las diversas festividades litúrgicas y entierros. Asimismo realiza los volteos generales de campanas en las festividades que lo requieren desde el cuadro de mandos del ordenador.
Además de los toques, repiques y volteos, el campanero revisa el estado de las ataduras de los badajos, la tensión de los cables de los electromazos, la tensión de las correas del volteo de las campanas, el engrase de las cajas desmultiplicadoras y los cojinetes, y la supervisión del reloj de las horas.
El estudio de las campanas y de sus sonidos es la Campanología.